# Centers for Disease Control and Prevention

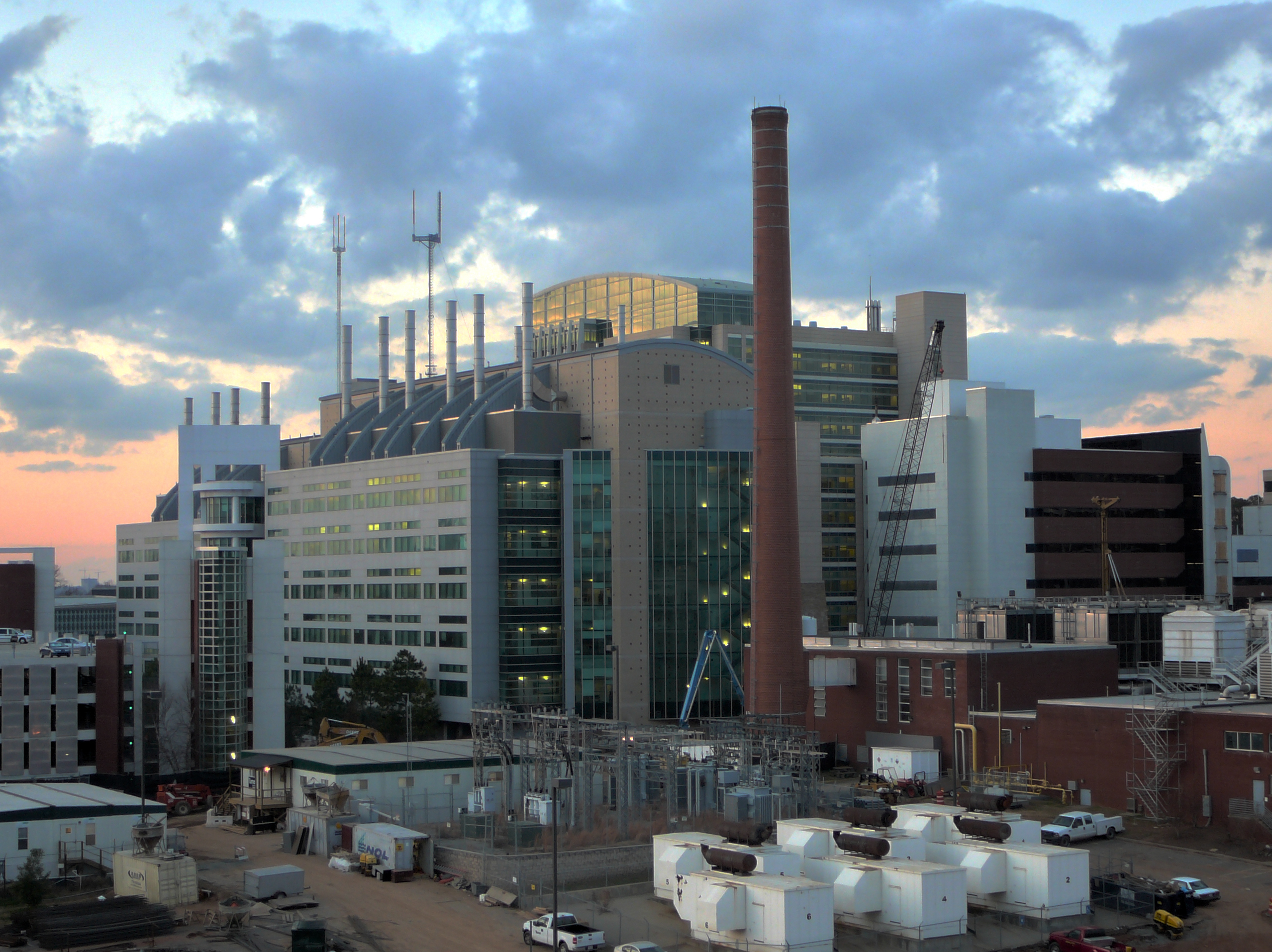
Hauptsitz der CDC in Atlanta

Die Centers for Disease Control and Prevention (CDC; englisch für ‚Zentren für Krankheitskontrolle und -prävention‘) sind eine Behörde des US-amerikanischen Gesundheitsministeriums mit Sitz in Atlanta (Georgia).
Die CDC wurden 1946 ursprünglich als Communicable Disease Center gegründet, um die Kontrolle der Malaria in der Nachkriegszeit zu unterstützen und war somit Nachfolger des Programms zur Malariakontrolle in Kriegsgebieten (Malaria Control in War Areas) des United States Public Health Service. Die Behörde unterhält Außenstellen in 49 Bundesstaaten.

## Aufgaben
Zweck der CDC ist der Schutz der öffentlichen Gesundheit. Ein wichtiges Aufgabengebiet der Behörde sind Infektionskrankheiten: Damit entspricht ihre Zuständigkeit etwa der des Robert Koch-Instituts in Deutschland. Sie ist jedoch in diesem Bereich teilweise auch weitergehend, da es in Deutschland neben den Bundes- auch noch Landeszuständigkeiten im Gesundheitsschutz gibt.
In der Europäischen Union gibt es das Europäische Zentrum für die Prävention und die Kontrolle von Krankheiten (ECDC), welches ähnliche, aber nicht gleiche, Aufgaben hat, zumal der Gesundheitsschutz größtenteils den Mitgliedsstaaten obliegt. Im Gegensatz zur CDC liegt der Aufgabenschwerpunkt des ECDC bei Beratung und Sammlung von Krankheitsvorkommen (z. B. mit Sentinel-Überwachung).
Darüber hinaus befassen sich die CDC um die allgemeine Vorbeugung von (auch nicht übertragbaren) Krankheiten, den Schutz vor umweltbedingten Krankheiten, den Arbeitsschutz, die Gesundheitsförderung sowie die gesundheitliche Aufklärung.

## Pockenviren
Neben dem russischen Forschungszentrum VECTOR (welches ein Teil vom Biopreparat war) in Kolzowo südöstlich von Nowosibirsk, sind die CDC heute offiziell die einzige Einrichtung auf der Welt, die noch immer Pockenviren lagert. Da die hoch gefährlichen, tiefgekühlten Erreger durch einen Unfall oder einen Terrorangriff freigesetzt werden und sich anschließend weltweit verbreiten könnten, wurde bereits mehrfach über eine Vernichtung dieser letzten Bestände nachgedacht. Damit verlöre man aber zugleich die letzte Möglichkeit, im Ernstfall Impfstoffe gegen die Pocken herzustellen, weshalb man sich schließlich gegen eine Vernichtung und für eine weitere Vorhaltung entschieden hat.
Das behördeneigene David J. Sencer CDC Museum befindet sich im Tom Harkin Global Communications Center (1600 Clifton Road NE, Atlanta, GA 30329).

## Anweisungen für die Wortwahl
Im Dezember 2017 untersagte die Trump-Regierung laut Washington Post den CDC, in offiziellen Dokumenten sieben Begriffe/Wörter zu benutzen. Diese Liste der Begriffe/Wörter umfasst: „vulnerable“ (verwundbar), „entitlement“ (Anspruchsberechtigung), „diversity“ (Vielfalt), „transgender“, „fetus“, „evidence-based“ (auf der Grundlage empirischer Belege) und „science-based“ (auf wissenschaftlicher Grundlage). Stattdessen sollen Ausdrücke wie „Die CDC basiert ihre Empfehlungen auf Wissenschaft unter Berücksichtigung öffentlicher Standards und Wünsche“ verwendet werden. Die Meldung wurde im Nachhinein insofern korrigiert, als es sich nicht um ein Verbot der Begriffe handelte, sondern etwa zur Begründung von Forschungsvorhaben bzw. zum Einwerben der notwendigen Finanzierung alternative Beschreibungen genutzt werden sollten. Auch dies ist nicht unproblematisch, war in ähnlicher Form jedoch auch bereits zuvor gängige Praxis. Die Begriffe werden auch weiterhin von der CDC genutzt.

## Sonderausschuss des Repräsentantenhauses
Ein Sonderausschuss des US-Repräsentantenhauses verlangt bis zum 30. Dezember 2020 von Alex Azar (Gesundheitsminister in der scheidenden Regierung Trump) und CDC-Chef Robert Redfield strafbewehrt (subpoena) Unterlagen zum Vorwurf der politischen Einflussnahme auf Maßnahmen gegen die COVID-19-Pandemie in den Vereinigten Staaten.
Der Ausschuss-Vorsitzende Jim Clyburn schrieb am 21. Dezember 2020, die bisherigen Ermittlungen hätten gezeigt, dass „die Bemühungen, die wissenschaftliche Arbeit am CDC zu beeinträchtigen, weitaus umfangreicher und gefährlicher waren als bisher bekannt“. Clyburn sagte, von US-Präsident Trump ernannte Mitarbeiter hätten in einem Zeitraum von vier Monaten in 13 Fällen versucht, wissenschaftliche Berichte abzuändern oder ganz zu blockieren. Auch seien Mitarbeiter der CDC unter Druck gesetzt worden.

## Direktoren
Die Direktoren des CDCs sind die Behördenleiter, sie werden vom Präsidenten ausgewählt und müssen vom Senat bestätigt werden. Der erste Direktor war L.L. Williams, die aktuelle Direktorin ist seit dem 31. Juli 2025 Susan Monarez.
- 1942–1943: L.L. Williams
- 1944–1946: Mark D. Hollis
- 1947–1951: Raymond A. Vonderlehr
- 1952–1953: Justin M. Andrews
- 1953–1956: Theodore J. Bauer
- 1956–1960: Robert J. Anderson
- 1960–1962: Clarence A. Smith
- 1962–1966: James L. Goddard
- 1966–1977: David J. Sencer
- 1977–1983: William H. Foege
- 1983–1989: James O. Mason
- 1990–1993: William L. Roper
- 1993–1998: David Satcher
- 1998–2002: Jeffrey P. Koplan
- 2002–2009: Julie L. Gerberding
- 2009–2017: Tom Frieden
- 2017–2018: Brenda Fitzgerald
- 2018–2021: Robert R. Redfield
- 2021–2023: Rochelle Walensky
- 2023–2025: Mandy Cohen
- seit 2025: Susan Monarez